# Charles Jarrott
Charles Jarrott (16. června 1927 Londýn, Anglie – 4. března 2011 Woodland Hills, Los Angeles, USA) byl britský filmový a televizní režisér. 

## Život
Jeho otec Charles Jarrott byl závodník a podnikatel. Nejznámější byl díky kostýmním dramatům, která režíroval pro producenta Hala B. Wallise, mezi nimiž byl i film Tisíc dní s Annou, který získal 10 nominací na Oscara a v roce 1970 mu vynesl Zlatý glóbus za nejlepší režii. Jeho další film, Marie Stuartovna, královna skotská (1971), byl nominován na šest Oscarů a sedm zlatých glóbů. 
Charles Jarrott byl třikrát ženatý. Jeho první manželkou byla Rosemary Palin (1949–1957), druhá herečka Katharine Blake (1959–1982) a třetí Suzanne Bledsoe (1992–2003).
Charles Jarrott zemřel 4. března 2011 v Los Angeles na rakovinu prostaty.

## Filmografie (výběr)

### Režie
- Tisíc dní s Annou (1969)
- Marie Stuartovna, královna skotská (1971)
- Lost Horizon (1973)
- Druhá strana půlnoci (1977)
- Condorman (1981)
- Chlapec v modrém (1986)